# Ronde van Spanje 2011/Negende etappe
De negende etappe van de Ronde van Spanje 2011 is verreden op 28 augustus 2011. Het was een zware bergrit van Villacastín naar La Covatilla die werd verreden over 183 kilometer.

## Verloop
De traditionele lange vlucht leek lange tijd kans te maken op de zege. Vacansoleilrenners Pim Ligthart en Martijn Keizer werden in hun vlucht vergezeld door de Duitser Sebastian Lang en Spanjaard José Vicente Toribio. Op aangeven van Keizer demarreerde Lang en Ligthart volgde, toen nog op geruime afstand gevolgd door het peloton. Op de laatste klim van de dag werden de twee overgebleven vluchters echter snel gegrepen. De renners van Katjoesja en Lampre hielden het tempo hoog en het peloton werd snel uitgedund. Michele Scarponi prikte even, maar werd weer snel gegrepen. Niet veel verder vielen de Ieren Nicolas Roche en Daniel Martin aan. Martin liet al snel zijn neef achter. Ongeveer 2 à 3 kilometer van de top ging Vincenzo Nibali tot de aanval over. Hij reed gezwind naar de vluchter Martin toe, maar kon hem niet achterlaten. In het peloton, dat nog slechts uit een handvol renners bestond, versnelde Froome, een knecht van Wiggins tot ze dicht in de buurt van de leiders kwamen. Tegen deze tijd waren belangrijke kandidaten voor eindwinst zoals Igor Antón, Scarponi en Rodriguez al op achterstand gezet. Wiggins dichtte het laatste gat en versnelde dan verschroeiend waardoor slechts een klein kopgroepje bestaande uit Wiggins, Froome, Nibali, Cobo, Mollema en Martin naar de finish reed. Deze laatste sprintte Wiggins voorbij en pakte de zege voor Mollema en Cobo, die zo ook nog enkele bonificatieseconden meenamen. Mollema werd de nieuwe leider met exact één seconde voorsprong op de vorige leider Joaquim Rodríguez. De Belgen Van den Broeck en Seeldrayers stonden respectievelijk vijfde en zevende in het klassement op de vooravond van de belangrijke tijdrit in Salamanca. De grootste verliezer van de dag was Scarponi, die meer dan een minuut kreeg aangesmeerd.

## Rituitslag
| Rituitslag |                    |                             |          |
| Plaats     | Naam               | Ploeg                       | Tijd     |
| Winnaar    | Daniel Martin      | Team Garmin-Cervélo         | 4u52'14" |
| 2          | Bauke Mollema      | Rabobank                    | z.t.     |
| 3          | Juan José Cobo     | Geox-TMC                    | op 3"    |
| 4          | Bradley Wiggins    | Sky ProCycling              | op 4"    |
| 5          | Chris Froome       | Sky ProCycling              | op 7"    |
| 6          | Vincenzo Nibali    | Liquigas-Cannondale         | op 11"   |
| 7          | Rein Taaramäe      | Cofidis, le crédit en ligne | op 12"   |
| 8          | Denis Mensjov      | Geox-TMC                    | z.t.     |
| 9          | Haimar Zubeldia    | Team RadioShack             | z.t.     |
| 10         | Fredrik Kessiakoff | Pro Team Astana             | z.t.     |
|            |                    |                             |          |
| 12         | Kevin Seeldraeyers | Quick Step                  | op 19"   |

## Klassementen
| Algemeen Klassement |                       |                     |           |
| Plaats              | Naam                  | Ploeg               | Tijd      |
| Rode trui           | Bauke Mollema         | Rabobank            | 37u11'17" |
| 2                   | Joaquim Rodríguez     | Team Katjoesja      | op 1"     |
| 3                   | Vincenzo Nibali       | Liquigas-Cannondale | op 9"     |
| 4                   | Fredrik Kessiakoff    | Pro Team Astana     | op 18"    |
| 5                   | Jurgen Van den Broeck | Omega Pharma-Lotto  | op 27"    |
| 6                   | Daniel Moreno         | Team Katjoesja      | op 35"    |
| 7                   | Jakob Fuglsang        | Team Leopard-Trek   | op 37"    |
| 8                   | Kevin Seeldraeyers    | Quick Step          | op 42"    |
| 9                   | Haimar Zubeldia       | Team RadioShack     | z.t.      |
| 10                  | Juan José Cobo        | Geox-TMC            | op 46"    |

| Ploegenklassement |                   |           |
| Plaats            | Ploeg             | Tijd      |
|                   | Geox-TMC          | 111u4'53" |
| 2                 | Team RadioShack   | z.t.      |
| 3                 | Rabobank          | op 1"     |
| 4                 | Team Leopard-Trek | op 52"    |
| 5                 | Team Katjoesja    | op 5'19"  |
| 6                 | Pro Team Astana   | op 5'48"  |
| 7                 | Vacansoleil-DCM   | op 6'24"  |
| 8                 | Euskaltel-Euskadi | op 6'50"  |
| 9                 | AG2R-La Mondiale  | op 9'03"  |
| 10                | Team Movistar     | op 10'12" |

## Nevenklassementen
| Puntenklassement |                       |                     |        |
| Plaats           | Naam                  | Ploeg               | Punten |
| Groene trui      | Joaquim Rodríguez     | Team Katjoesja      | 74     |
| 2                | Bauke Mollema         | Rabobank            | 62     |
| 3                | Peter Sagan           | Liquigas-Cannondale | 50     |
|                  |                       |                     |        |
| 9                | Jurgen Van den Broeck | Omega Pharma-Lotto  | 38     |

| Bergklassement        |                    |                     |        |
| Plaats                | Naam               | Ploeg               | Punten |
| Bolletjestrui (blauw) | Daniel Martin      | Team Garmin-Cervélo | 25     |
| 2                     | Matteo Montaguti   | AG2R-La Mondiale    | 23     |
| 3                     | Daniel Moreno      | Team Katjoesja      | 20     |
|                       |                    |                     |        |
| 5                     | Koen de Kort       | Skil-Shimano        | 14     |
| 31                    | Kevin Seeldraeyers | Quick Step          | 1      |

| Combinatieklassement |                    |                |        |
| Plaats               | Naam               | Ploeg          | Punten |
| Witte trui           | Bauke Mollema      | Rabobank       | 10     |
| 2                    | Joaquim Rodríguez  | Team Katjoesja | 13     |
| 3                    | Daniel Moreno      | Team Katjoesja | 15     |
|                      |                    |                |        |
| 12                   | Kevin Seeldraeyers | Quick Step     | 89     |

1e etappe ·
2e etappe ·
3e etappe ·
4e etappe ·
5e etappe ·
6e etappe ·
7e etappe ·
8e etappe ·
9e etappe ·
10e etappe ·
11e etappe ·
12e etappe ·
13e etappe ·
14e etappe ·
15e etappe ·
16e etappe ·
17e etappe ·
18e etappe ·
19e etappe ·
20e etappe ·
21e etappe
Startlijst · Eindstanden · Afbeeldingen